# 2019 en Afghanistan
Chronologie de l'Afghanistan
- 2015
- 2016
- 2017
- 2018
- 2019
- 2020
- 2021
- 2022
- 2023

Cet article présente les faits marquants de l'année 2019 en Afghanistan.

## Évènements
- 21 janvier : un attentat des Talibans contre l'armée afghane fait environ cent morts.
- 7 août : un attentat à la bombe à Kaboul fait au moins quatorze morts.
- 17 août : un attentat lors d'un mariage à Kaboul fait au moins 80 morts et 182 blessés[1].
- 31 août : bataille de Kunduz.
- 28 septembre : élection présidentielle et élections provinciales, Ashraf Ghani est réélu.